# Худиевы (осетинская фамилия)
Худи́евы (осет. Хуыдиатæ) — осетинская фамилия.

## Происхождение
По преданию, основателем фамилии в начале XVIII века был Худи — коренной житель Кобанского ущелья. У Худи было 3 сына: Заг, Зег и Зау, взявшие себе фамилию по имени своего отца.
Старейший житель фамилии (один из внуков Худи) прожил 167 лет.
В 20-х годах XX в. часть фамилии расселилась по равнинной Осетии: в городах Владикавказ, Беслан, селах Фарн, Карца, Майрамадаг, Чермен.

## Известные представители
- Николай Урузмагович Худиев (1949) — советский футболист, мастер спорта СССР, заслуженный работник физической культуры и спорта РСО-Алания.
- Руслан Владимирович Худиев — заместитель генерального директора, главный инженер ООО «Газпром газораспределение Владикавказ».

## Посемейные списки
1863. аул Верхний Кобан
14. Дуда Гудиев
- сын его: Годо
- братья его: Ельзаруко, Тепсаруко, Енальдико, Пацо, Гоби

15. Лаци Гудиев
- сыновья его: Хатахцко, Дохцко, Афако
- брат его: Адаце

1886. сел. Верхний Кобан
- 22. Дуда Джеевич Худиев (70 лет)
- 23. Ильяс Дзиувович Худиев (48 лет)
- 24. Тепсарко Ельдзаркоевич Худиев (30 лет)
- 25. Хаджимурат Гибиевич Худиев (6 лет)